# Row Beck
Der Row Beck ist ein Fluss in Cumbria, England. Der Row Beck entsteht östlich von Row Brow und fließt zunächst in westlicher Richtung. Am westlichen Ortsrand von Row Brow mündet der Sepulchre Beck in den Row Beck und dieser wendet sich nach Norden und fließt zwischen den Orten Row Brow auf der östlichen Seite und Dearham auf der westlichen Seite in nördlicher Richtung bis zu seiner Mündung in den River Ellen.